# Platambus maculatus
Espèce
Platambus maculatus est une espèce d'insectes de l'ordre des coléoptères, de la famille des dytiscidés.

## Description
Les adultes, au corps long d'environ 7,5 mm, se rencontrent de mai à octobre ; leur face dorsale est ornée de motifs caractéristiques pouvant varier légèrement selon les individus. Le mâle possède de petites ventouses (utiles lors de l'accouplement) fixées à ses pattes antérieures.

## Distribution
Eurasiatique.

## Habitat
L'espèce vit dans les eaux courantes, parfois dans des lacs bien oxygénés où elle peut trouver des fonds caillouteux.